# Juegos Asiáticos de 1994
Los XII Juegos Asiáticos se celebraron en Hiroshima (Japón), del 2 de octubre al 16 de octubre de 1994, bajo la denominación Hiroshima 1994.

Participaron un total de 6828 deportistas representantes de 42 países miembros del Consejo Olímpico de Asia. El total de competiciones fue de 337 repartidas en 34 deportes.

## Historia
Los juegos se centraron en transmitir un mensaje de paz y armonía, en conmemoración de la destrucción de Hiroshima por una bomba atómica durante la Segunda Guerra Mundial.
Además las ex repúblicas soviéticas de Kazajistán, Kirguistán, Uzbekistán, Turkmenistán y Tayikistán participaron por primera vez en los Juegos.

## Medallero
| Núm. | País                   | Oro | Plata | Bronce | Total |
| ---- | ---------------------- | --- | ----- | ------ | ----- |
| 1    | China                  | 125 | 83    | 58     | 266   |
| 2    | Japón                  | 64  | 75    | 79     | 218   |
| 3    | Corea del Sur          | 63  | 56    | 64     | 183   |
| 4    | Kazajistán             | 25  | 26    | 26     | 77    |
| 5    | Uzbekistán             | 10  | 11    | 19     | 40    |
| 6    | Irán                   | 9   | 9     | 8      | 26    |
| 7    | Taiwán                 | 7   | 12    | 24     | 31    |
| 8    | India                  | 4   | 3     | 15     | 22    |
| 9    | Malasia                | 4   | 2     | 13     | 19    |
| 10   | Catar                  | 4   | 1     | 15     | 20    |
| 11   | Indonesia              | 3   | 12    | 11     | 26    |
| 12   | Tailandia              | 3   | 9     | 13     | 25    |
| 13   | Siria                  | 3   | 3     | 1      | 7     |
| 14   | Filipinas              | 3   | 2     | 8      | 13    |
| 15   | Kuwait                 | 3   | 1     | 5      | 9     |
| 16   | Arabia Saudita         | 1   | 3     | 5      | 9     |
| 17   | Turkmenistán           | 1   | 3     | 3      | 7     |
| 18   | Mongolia               | 1   | 2     | 6      | 9     |
| 19   | Singapur               | 1   | 1     | 5      | 7     |
| 20   | Vietnam                | 1   | 2     | 0      | 3     |
| 21   | Hong Kong              | 0   | 5     | 7      | 12    |
| 22   | Pakistán               | 0   | 4     | 6      | 10    |
| 23   | Kirguistán             | 0   | 4     | 5      | 9     |
| 24   | Jordania               | 0   | 2     | 2      | 4     |
| 25   | Emiratos Árabes Unidos | 0   | 1     | 3      | 4     |
| 26   | Macao                  | 0   | 1     | 1      | 2     |
| 26   | Sri Lanka              | 0   | 1     | 1      | 2     |
| 28   | Bangladés              | 0   | 1     | 0      | 1     |
| 29   | Brunéi                 | 0   | 0     | 2      | 2     |
| 29   | Birmania               | 0   | 0     | 2      | 2     |
| 29   | Nepal                  | 0   | 0     | 2      | 2     |
| 29   | Tayikistán             | 0   | 0     | 2      | 2     |
| TOT  |                        | 335 | 335   | 411    | 1069  |

| Predecesor: Pekín 1990 | XII Juegos Asiáticos 1994 | Sucesor: Bangkok 1998 |